# Долгов, Вячеслав Иванович
Вячесла́в Ива́нович Долго́в (род. 31 июля 1937, Москва) — советский и российский дипломат. Чрезвычайный и полномочный посол (1990).

## Биография
Окончил МГИМО МИД СССР (1961). На дипломатической работе с 1961 года.
- В 1961 году — сотрудник центрального аппарата МИД СССР.
- В 1961—1965 годах — сотрудник посольства СССР в Великобритании.
- В 1965—1968 годах — сотрудник центрального аппарата МИД СССР.
- В 1968—1973 годах — сотрудник посольства СССР в Канаде.
- В 1973—1977 годах — сотрудник центрального аппарата МИД СССР.
- В 1977—1982 годах — советник посольства СССР в Великобритании.
- В 1982—1984 годах — советник-посланник посольства СССР в Великобритании.
- В 1984—1990 годах — сотрудник центрального аппарата МИД СССР.
- С 28 августа 1990 по 11 ноября 1993 года — чрезвычайный и полномочный посол СССР (с 1991 — России) в Австралии[1][2].
- С 13 декабря 1990 по 11 ноября 1993 года — чрезвычайный и полномочный посол СССР (с 1991 — России) в Фиджи по совместительству[2][3].
- С 13 декабря 1990 по 19 августа 1995 года — чрезвычайный и полномочный посол СССР (с 1991 — России) в Вануату и Науру по совместительству[4][5][6].
- С 13 сентября 1994 по 17 апреля 1997 года — чрезвычайный и полномочный посол России в Казахстане[7][8].
- В 1997—1999 годах — директор Первого департамента стран СНГ МИД России, член Коллегии МИД России.
- С 24 февраля 1999 по 17 июня 2002 года — чрезвычайный и полномочный посол России в Белоруссии[9][10].
- С 17 июня 2002 по 10 декабря 2004 года — чрезвычайный и полномочный посол России в Словении[11][12].
- С сентября 2005 года — профессор кафедры дипломатии МГИМО.

## Дипломатический ранг
Чрезвычайный и полномочный посол (28 августа 1990).

## Награды
- Орден «Знак Почёта».
- Орден Дружбы (4 марта 1998) — За большой вклад в проведение внешнеполитического курса России и многолетнюю добросовестную работу[14].
- Орден Почёта (24 мая 2010) — За многолетнюю плодотворную работу и активное участие в проведении внешнеполитического курса Российской Федерации[15].
- Медаль ордена «За заслуги перед Отечеством» II степени (21 сентября 2002) — За многолетнюю плодотворную работу и активное участие в проведении внешнеполитического курса Российской Федерации[16].

## Семья
Женат, имеет двоих дочерей.